# 窪田幸太
窪田幸太（くぼた こうた、2000年3月6日 - ）は、日本のパラ競泳選手。千葉県千葉市出身。

## 人物・経歴
生まれた時から左腕をほとんど動かすことができない。0歳からスイミングスクールに通い始める。千葉市立幕張西小学校、千葉市立幕張西中学校、千葉県立実籾高校を経て日本体育大学。
2018年アジアパラ競技大会では、金メダルを含む4枚のメダルを獲得。
2021年には、2020年東京パラリンピックに出場。3種目に参加し、100メートル自由形は予選敗退、100メートル背泳ぎは5位、4×100メートルメドレーリレーは8位となった。
同じく東京パラリンピックに出場した荻原虎太郎（順天堂大学・セントラル）とは同時期に水泳を始め、両者とも千葉ミラクルズSCに所属していた。